# Edward Carnby
Edward Carnby è un personaggio immaginario della serie di videogiochi Alone in the Dark, della quale è il protagonista.

## Caratteristiche
Edward Carnby è un investigatore privato che si occupa di casi a sfondo paranormale. La sua vita al di fuori del lavoro resta un mistero e nulla di strettamente personale trapela sul suo conto durante le sue avventure, eccetto il fatto che sia un uomo imprevedibile, che si ritrova spesso nelle situazioni più inverosimili.
L'aspetto fisico di Carnby è sempre stato cambiato nel corso della saga. Nel primo capitolo della serie (1992), ambientato negli anni '20 del ventesimo secolo, Carnby appare come un uomo sulla trentina d'anni di età, degli occhi marroni, i capelli castani tirati all'indietro e dei baffi folti.
In Alone in the Dark: The New Nightmare l'ambientazione della saga passa dagli anni venti al 2001 e di conseguenza, il look di Carnby cambia radicalmente: il viso assume un'espressione rigida e i suoi occhi diventano azzurri. Alla sua pettinatura impomatata si sostituiscono dei lunghi capelli corvini. Il cappotto marrone rimane l'unico punto di riferimento con i capitoli precedenti.
In Alone in the Dark (2008) Carnby subisce un'ennesima "metamorfosi", dovuta forse ad un'esigenza di maggiore credibilità. Pur mantenendo in piccola parte i lineamenti dati a Carnby in "The New Nightmare", gli occhi ritornano del colore originale e i suoi capelli vengono leggermente accorciati e schiariti. Presenta inoltre una vistosa cicatrice sul lato sinistro del viso che si estende dalla tempia alla guancia.

## Biografia
Dai dati riportati nel capitolo del 2008, Edward Carnby nasce il 29 settembre del 1897, a New Orleans, negli Stati Uniti. Dei suoi parenti, della sua infanzia o della sua stessa vita in generale, non si conosce nulla. La società presso la quale vive il detective gli attribuisce l'epiteto di "Rettile" ("The Reptile") per il suo carattere sfrontato e il suo sarcasmo.
 Alone in the Dark 
Nel 1923 un noto artista, Jeremy Hartwood, viene trovato impiccato nella soffitta della sua villa in campagna, Derceto. Le indagini sulla vicenda si svolgono frettolosamente, il caso viene archiviato come un suicidio e presto dimenticato dalla gente. Ma Emily Hartwood, nipote della vittima, non crede alla storia del suicidio e decide di far luce sulla vicenda autonomamente ricorrendo ad un investigatore privato, e assume Carnby.
Si reca alla volta della maestosa e lugubre abitazione. Varcata la soglia dell'ingresso, questo si sbarra dietro di costui, che noncurante prosegue il suo cammino. Giunge nella soffitta, il luogo nel quale lo zio di Emily si era tolto la vita, e nell'intento di esaminare un pianoforte, fa capolino una creatura dall'aspetto necrotico che cerca di attaccare Carnby\Emily (NB: dipende da quale personaggio impersona il giocatore). Più volte il detective, o l'ereditiera, si ritrovano ad affrontare tali creature nel corso della loro disavventura.
Scopre successivamente con il proseguire delle sue indagini che la villa fu progettata dal suo primo proprietario, Ezejial Pregzt, per scopi esoterici. Alla morte di questo, che fu giustiziato dalle milizie locali, il suo spirito fu confinato in un albero che cresceva nelle grotte sottostanti alla villa, in attesa di un nuovo corpo in cui risorgere. Questa rivelazione spiega il gesto estremo del signor Hartwood e di conseguenza, allerta Carnby ed Emily del destino che li attende, che riescono infine a sconfiggere lo spirito malefico, bruciando l'albero che lo vincolava nel luogo, e a fuggire dalla villa.
 Alone in the Dark 2 
Circa un anno dopo gli eventi della villa Derceto, Carnby viene a sapere che un suo collega, Teddy Striker, viene trovato morto presso una città limitrofa. Il detective è stato assassinato dai sicari di una cosca mafiosa che da un po' di tempo si cimenta nei rituali Voodoo. Inoltre Grace Saunders, una bambina residente presso tale città viene sequestrata, e Carnby ha il duplice compito di trovare gli assassini del suo collega e di liberare la piccola Grace.
 Alone in the Dark 3 
È il 1927; presso il paese di Slaughter Gulch, situato nel Deserto del Mojave, scompare una troupe cinematografica e le autorità locali ingaggiano Carnby. Egli in principio si rifiuta, tuttavia gli viene rivelato che il paese è infestato e che nella truope c'è anche Emily Hartwood e accetta il caso.
Oltre i fantasmi, Carnby si ritrova anche contro dei cowboy che si scopre essere stati mutati da una cava radioattiva scavata da Jeb Stone, un criminale morto tempo addietro che insidiava la città. Edward scopre in seguito che Jeb Stone è il figlio di Ezejial Pregzt, e che è il suo stesso spirito ad aver assalito la troupe.
 Alone in the Dark: The New Nightmare 
In questo capitolo ambientato nel 2001 e successivamente considerato indipendente dal resto della storia del personaggio, Carnby indaga sull'assassinio di Charles Fiske, suo collega e amico, e gli viene data la possibilità di svolgere le sue indagini seguendo Aline Cedrac, una professoressa di etnologia, su di un'isola situata vicino al Maine chiamata Shadow Island. Tuttavia, l'idrovolante sul quale i due viaggiano ha un incidente, costringendoli a paracadutarsi sull'isola, e a proseguire il proprio cammino separatamente.
Esaminando il luogo, infestato da creature fatte d'ombra, Carnby scopre che esso contiene un varco tra il mondo e una dimensione parallela dal quale provengono le creature, e che Alan Morton, abitante e proprietario dell'isola, intende aprirlo per liberare i suoi abitanti, con la conseguente rovina del genere umano. Aiutato da Aline e da uno stregone nativo di nome Edenshaw, Carnby uccide Alan e confina le creature nuovamente nella propria dimensione, e fa ritorno nel Massachusetts.
 Alone in the Dark (2008)/Alone in the Dark: Inferno 
In questo capitolo, considerato diretto successore della saga principale, viene spiegato che Carnby, scomparso nel 1938 in circostanze misteriose, riappare a New York nel 2008 senza memoria e tenuto in ostaggio da una setta. A uno degli adepti viene dato il compito di uccidere Carnby, ma delle "crepe viventi" circondano il sicario, e lo "divorano" dal sottosuolo, dando a Carnby l'occasione di scappare.
All'interno dell'edificio Carnby si imbatte in Sarah Flores, una gallerista che lavora lì, e insieme collaborano per scappare. Sul posto Carnby e Sarah incontrano Theophile Paddyngton, un uomo anziano tenuto insieme a Carnby in ostaggio dalla setta, e lasciano l'edificio. Si ritrovano a Central Park, dove Paddyngton, rivela di conoscerlo sin dagli anni'20 e gli spiega dell'imminente compimento di un rituale. Carnby non comprende le parole dell'uomo, che pensa stia vaneggiando, quindi Theo dà un pendente a Edward e fatto ciò, si toglie la vita. Carnby e Sarah si affidano alle istruzioni avute dal vecchio e si incamminano per il parco, e raggiungono un grattacielo dove all'interno di esso trovano quello era stato lo studio di Carnby durante gli anni trenta.
Attraverso di esso Carnby scopre un portale connesso al pendaglio che porta, e una creatura s'impossessa di Sarah. L'esito della vicenda cambia a seconda della scelta che si compie e dalla piattaforma su cui si gioca.Su Nintendo Wii c'è solo un finale:Sarah viene inghiottita dalle "crepe" e ne fuoriesce come uno dei nemici del gioco;Carnby prende la decisione di non ucciderla, dopodiché Edward cade a terra e infine sviene. Il finale è diverso sul PC e sulle consoles Xbox 360 e PS3,dove il giocatore ha la possibilità di scegliere se sparare o risparmiare Sarah. La prima scelta fa sì che Lucifero si reincarni in Edward;se invece Sarah sarà risparmiata, il Demonio si reincarnerà in lei e Carnby si allontanerà da lei.

## Cinema
Nella trasposizione cinematografica di Alone in the Dark, diretto dal regista tedesco Uwe Boll, Carnby è interpretato dall'attore statunitense Christian Slater. Nel seguito, Carnby è interpretato invece da Rick Yune.